# Searsia kirkii
Searsia kirkii är en sumakväxtart som först beskrevs av Daniel Oliver, och fick sitt nu gällande namn av Moffett. Searsia kirkii ingår i släktet Searsia och familjen sumakväxter. Inga underarter finns listade i Catalogue of Life.